# Christopher Anstey
Christopher Anstey (Brinkley, Cambridgeshire, 31 de outubro de 1724 – Bath, Somerset, 3 de agosto de 1805) foi um escritor e poeta inglês.

## Biografia
Anstey era filho do Doutor Anstey, um clérigo rico, o reitor de Brinkley, Cambridgeshire, onde ele nasceu. Foi educado no Eton College e no King's College, Cambridge, onde se distinguiu por seus versos latinos. Tornou-se fellow de seu colégio (1745); porém, o grau de Master of Arts não lhe foi concedido devido à ofensa causada por um discurso feito por ele iniciado por: "Doctores sine doctrina, magistri artium sine artibus, et baccalaurei baculo potius quam lauro digni" (Doutores sem doutrina, ignorantes Mestres de Artes, e Bacharéis mais dignos de vara do que de louros).
Em 1754 herdou os bens da família e deixou Cambridge; e dois anos depois se casou com a filha de Felix Calvert de Albury Hall, Herts. Por algum tempo Anstey ficou sem publicar nenhuma nota, porém, escreveu cartas, e se dedicou às suas propriedades. Algumas visitas a Bath, no entanto, onde a partir de 1770 até sua morte em 1805, ele fez da residência na rua Royal Crescent, número 4, a sua permanente morada, (embora a placa que registra tal fato esteja fixada atualmente no número 5) onde em 1766 escreveu suas famosas cartas rimadas, The New Bath Guide ou Memoirs of the Blunderhead Family..., um poema satírico de brilho considerável, sobre as aventuras da família "Blunderhead" em Bath, da qual Tobias Smollett é dito ter utilizado grande parte em sua The Expedition of Humphry Clinker. O trabalho teve sucesso imediato e foi entusiasticamente elogiado, por seu gênero original de humor, por Horace Walpole e Thomas Gray.
A Election Ball, in Poetical Letters from Mr Inkle at Bath to his Wife at Gloucester (1776) sustentou a reputação conquistada pelo Guide. Anstey fez muitas outras excursões na literatura que dificilmente são lembradas, e terminou seus dias com a idade de oitenta anos. Seus Poetical Works foram coletados em 1808 (2 vols.) por seu filho, também poeta, John Anstey (morto em 1819), ele próprio autor de The Pleader's Guide (1796), na mesma linha do New Bath Guide.
Anstey foi sepultado na Igreja de São Swithin em Bath, mas existe uma lápide de mármore branco em sua homenagem no Canto dos Poetas (transepto sul) da Abadia de Westminster.